# Álvaro Martín
Artikeln följer den spanska namnseden; faderns efternamn är Martín och moderns efternamn Uriol.
Álvaro Rafael Martín Uriol, född 18 juni 1994, är en spansk friidrottare som tävlar i gång.

## Karriär
Vid världsmästerskapen i friidrott år 2023 i Budapest vann han guld på såväl 20 kilometer gång som 35 kilometer gång. Vid OS 2024 tog han brons på maraton.